# Shinji Miyazaki
Shinji Miyazaki (宮崎慎二?, Miyazaki Shinji; Kōbe, 7 ottobre 1956) è un compositore e arrangiatore giapponese.

## Biografia
Nato a Kōbe, ha vissuto in numerose aree delle isole di Shikoku per la maggior parte della propria infanzia. Nel corso degli anni sviluppa la propria predilezione per la musica pop, che successivamente lo porterà a studiare arrangiamenti musicali e pianoforte al conservatorio. Alla fine decise di diventare prima arrangiatore professionista, e più tardi compositore.
Nel corso della sua carriera si è occupato principalmente di curare le colonne sonore di vari anime. Il suo lavoro più noto è certamente la composizione della colonna sonora della serie Crayon Shin-chan e del suo contribuito all'anime Pokémon e ai relativi adattamenti cinematografici. Il suo lavoro tre ispirazione da molte fonti, fra cui il J-pop ed il pop americano, oltre che dall'artista jazz Gil Evans. Molte delle sue composizioni utilizzano strumenti a corde e ottoni, ed in particolar modo il corno.